# Joystick

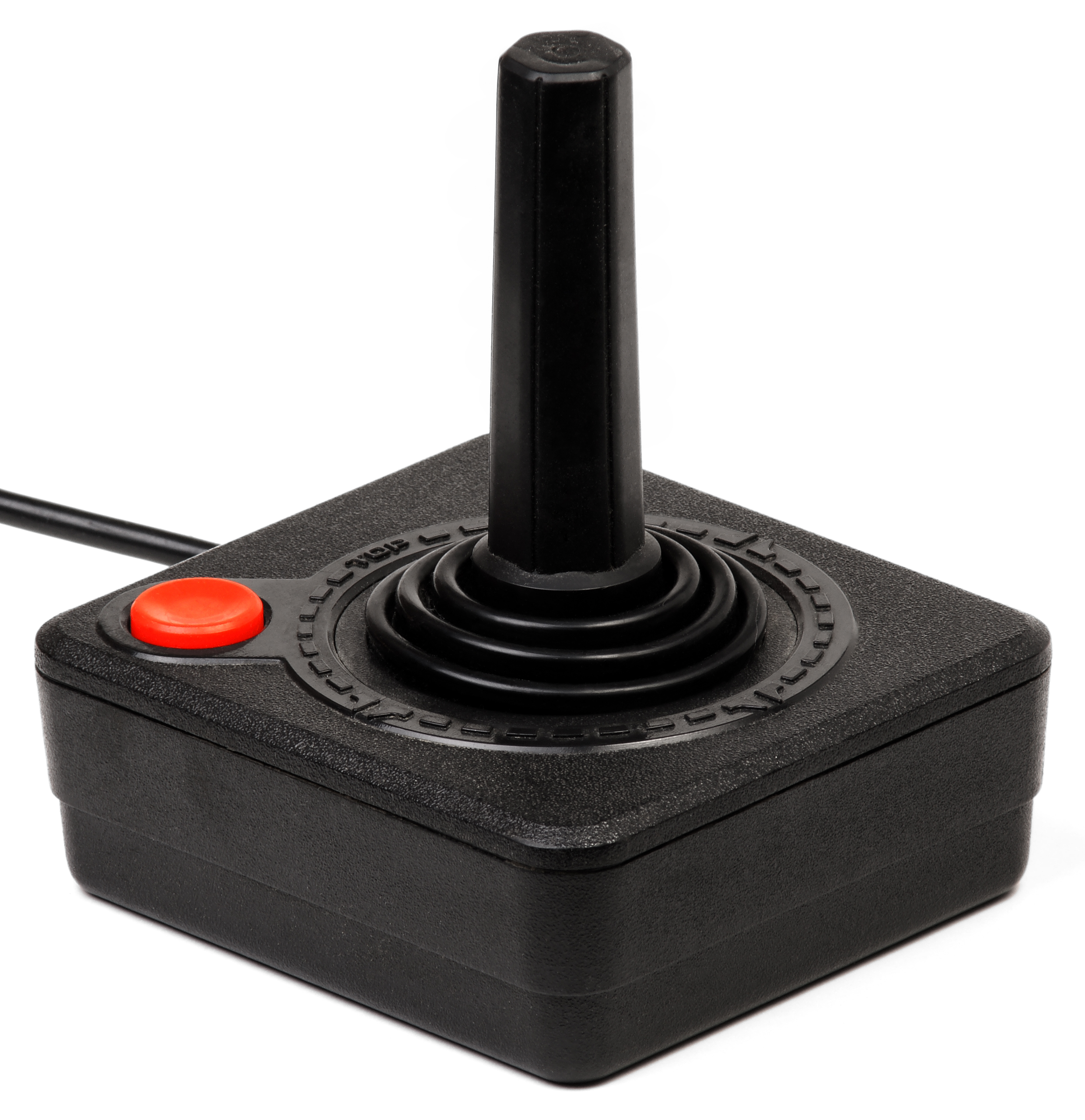
Il joystick standard dell'Atari 2600, esempio della configurazione minima di un joystick per computer/videogiochi

Lo schema di un joystick più avanzato:
1) Leva di comando
2) Base
3) Pulsante anteriore
4) Pulsanti aggiuntivi
5) Selettore autofire
6) Regolatore throttle
7) Levetta
8) Ventose

Il joystick (in italiano anche leva di comando) è una periferica che trasforma i movimenti di una leva manovrata dall'utente in una serie di segnali elettrici o elettronici che permettono di controllare un programma, un'apparecchiatura o un attuatore meccanico. Il termine è inglese (composto di joy "gioia" e stick "bastone"; pronuncia italianizzata /ˈʤɔistik/) e deriva dal nome della leva utilizzata per la guida di aeromobili, che in italiano è chiamata invece barra di comando.
Si distingue principalmente in joystick digitale, quando rileva soltanto la direzione cardinale di inclinazione della leva, o joystick analogico, quando rileva anche l'ampiezza dell'inclinazione.

## Impieghi
L'impiego più diffuso e conosciuto del joystick è come controller nei videogiochi per arcade, console o computer, e permette di muovere un personaggio, un oggetto o un cursore. 
In questo caso solitamente il joystick è dotato di uno o più tasti o pulsanti a cui corrispondono azioni diverse, che talvolta il giocatore può personalizzare, ad esempio in un gioco picchiaduro premendo il tasto A si danno pugni, premendo il tasto B si salta, ecc.
Comunque si può giocare anche senza joystick, se nello specifico gioco sono previsti meccanismi differenti o alternativi, come la tastiera o il gamepad.
A suo tempo il joystick è stato la periferica di input più comune nel campo videoludico. Nei primi modelli di home computer, normalmente non dotati di mouse, il joystick rappresentava un tipico dispositivo di puntamento anche per programmi non di intrattenimento, ad esempio GEOS.
Altre applicazioni comuni dei joystick si hanno per il controllo elettronico di macchinari industriali o medici, o di veicoli a pilotaggio remoto compresi i missili.
Per l'uso nell'aviazione, come comando diretto degli aeromobili, si veda barra di comando.

## Joystick per videogiochi
Il joystick si compone fondamentalmente di una base di supporto, della leva di comando e di uno o più pulsanti. La base è generalmente adatta a essere appoggiata su un ripiano ed è spesso dotata di ventose per fissarsi su di esso. Sono stati prodotti anche modelli più adatti a essere tenuti in mano. La leva è integrata e sporge direttamente dalla macchina, senza una propria base, solo nel caso delle macchine arcade o molto raramente in sistemi casalinghi come l'Enterprise o lo Spectravideo SV-318.

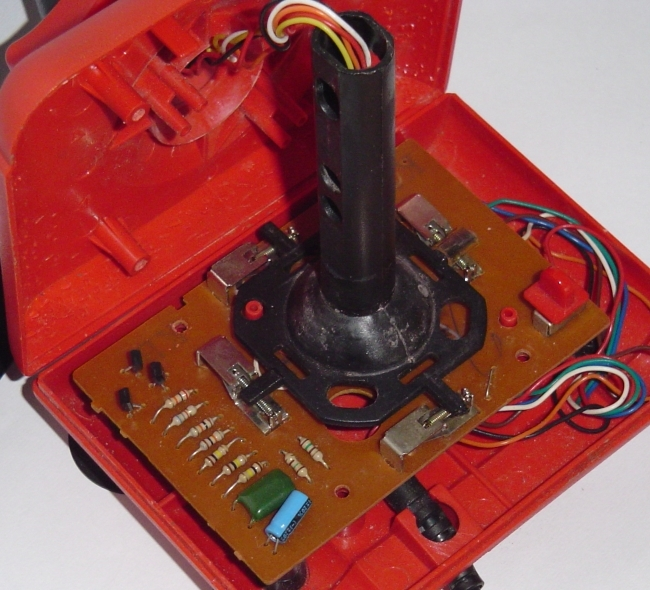
Interno di un joystick QuickJoy; visibili i 4 interruttori microswitch che la leva può schiacciare inclinandosi

Nel caso più semplice del joystick digitale, la leva può essere inclinata in tutte le direzioni e inclinandosi può chiudere un insieme di contatti elettrici posti all'interno della base. Generalmente sono presenti 4 contatti corrispondenti alle direzioni orizzontali e verticali; inclinando la leva in diagonale si ottiene la chiusura simultanea di un contatto orizzontale e uno verticale, pertanto possono essere rilevate in tutto 8 possibili direzioni. Nei modelli più vecchi, come contatti, venivano utilizzate lamelle di acciaio armonico che spostandosi vanno a toccare una base conduttrice comune. Successivamente vennero introdotti degli interruttori di tipo microswitch, che rispetto ai comuni contatti a sfioramento dovrebbero essere più affidabili e resistenti, sebbene più costosi. Altro vantaggio dei microswitch è la possibilità di sostituirne uno in caso di avaria, mentre la rottura di una lamella significa la perdita di tutto il joystick.
La quantità e la disposizione dei pulsanti sono molto variabili a seconda dei modelli; comunemente si possono avere pulsanti sulla base di supporto, azionati dalla mano che non regge la leva, oppure sulla leva stessa, sul davanti a mo' di grilletto o sulla cima, dove li aziona il pollice. Nei joystick con più pulsanti questi possono anche svolgere tutti la stessa funzione, ed essere dei duplicati forniti solo per permettere al giocatore di scegliere il più comodo per lui; gran parte degli home computer e anche alcune primitive console come l'Atari 2600 utilizzavano joystick con una sola funzione di pulsante, detto il "pulsante di fuoco" (anche quando non serve a sparare). Gli eventuali microswitch sono impiegati anche in corrispondenza dei pulsanti di fuoco.
Altri comandi extra integrati su alcuni modelli di joystick includono: l'interruttore di autofuoco (autofire), che quando acceso simula una rapida successione di pressioni del pulsante di fuoco, risparmiando questa fatica al giocatore; in tempi più recenti, ad esempio per i simulatori di volo, un regolatore graduale di potenza (throttle); nonché una seconda piccola levetta direzionale, anche posta in cima alla leva stessa.
I moderni joystick per uso ludico vengono collegati al computer attraverso le porte USB; in passato venivano collegati ai PC con architettura x86 per mezzo della game port, di solito presente nelle schede audio, e a molti tipi di home computer e console tramite connettore DE-9. Lo standard della porta a 9 poli, chiamata anche Cannon DB-9, venne introdotto dalla Atari e utilizza il connettore femmina sul cavo del joystick; la porta poteva essere utilizzata anche per connettere al computer altri dispositivi con circuiti TTL.

### Varianti

#### Joystick analogici
I joystick analogici sono dotati di sensori che rilevano il grado di inclinazione della leva, permettendo una risposta fluida e proporzionale ai movimenti del giocatore. Sono ampiamente utilizzati in una vasta gamma di generi di giochi, inclusi i giochi di combattimento, di guida e di avventura.

#### Joystick digitali
A differenza dei joystick analogici, i joystick digitali offrono solo una serie di direzioni discrete, come su, giù, sinistra e destra. Questi joystick sono caratterizzati da un design più semplice e possono essere meno sensibili rispetto ai loro omologhi analogici. Tuttavia, sono ancora utilizzati in molti controller di gioco e sono particolarmente adatti per i giochi in cui è richiesta una precisione limitata, come i giochi a piattaforme o i giochi puzzle.

#### Joystick wireless
I joystick wireless utilizzano la tecnologia senza fili per connettersi alla console o al computer del giocatore. Questi dispositivi offrono maggiore libertà di movimento e eliminano i fastidi dei cavi.

#### Joystick arcade
Un joystick arcade o arcade stick è un controller di grande formato da utilizzare con console domestiche o computer, per imitare la configurazione a leve e pulsanti di alcuni cabinati arcade, come quelli con particolari disposizioni a più pulsanti. Ad esempio, la disposizione a sei pulsanti dei giochi arcade Street Fighter II o Mortal Kombat non può essere emulata comodamente su un joypad di una console, per cui sono stati prodotti arcade stick su licenza per questi giochi per console domestiche e PC.

#### Altre varianti
Una variante del joystick che venne utilizzata solamente in alcuni videogiochi arcade come Heavy Barrel e Ikari Warriors permette, oltre che l'interazione sulle classiche otto direzioni, anche la possibilità di ruotare la leva su sé stessa per controllare l'orientamento del personaggio rispetto alla direzione di spostamento.
Una variante originale, ma poco funzionale e di scarso successo, fu introdotta dalla Datasoft nel 1981 con il Le Stick per i sistemi Atari e VIC-20. Questo joystick, privo di base, è costituito dalla sola leva, da inclinare liberamente in aria; i contatti vengono chiusi da una piccola quantità di mercurio che scivola all'interno della leva

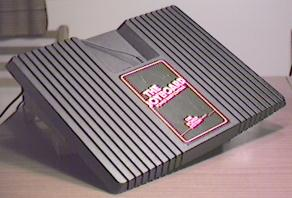
The Joyboard originale

Un altro controller basato sul principio del joystick digitale fu il Joyboard, introdotto dalla Amiga Corporation nel 1982 per sistemi Atari e ColecoVision. La leva è in questo caso sostituita da una pedana inclinabile, sulla quale il giocatore sta in piedi e aziona i contatti direzionali spostando il peso del corpo.